# Бородатка золотоголова
Бородатка золотоголова (Capito brunneipectus) — вид дятлоподібних птахів родини бородаткових (Capitonidae).

## Поширення
Ендемік Бразилії. Трапляється у тропічних дощових лісах на сході штату Амазонас та заході Пара. Ареал виду лежить між річками Мадейра, Тапажос та Амазонка (на півночі)

## Опис
Птах середнього розміру, коричневого кольору, з широкою чорною лицьовою маскою, золотистою короною на голові, та корлом коричного забарвлення.